# Communauté de communes Périgord-Limousin
La communauté de communes Périgord-Limousin précédemment nommée communauté de communes des Marches du Périg'Or Limousin Thiviers-Jumilhac, est issue de l'extension de la communauté de communes du Pays de Jumilhac à celle du Pays Thibérien le 1er janvier 2017. C'est une communauté de communes française située dans le pays Périgord vert, dans le département de la Dordogne, en région Nouvelle-Aquitaine.

## Historique
La communauté de communes du Pays de Jumilhac-le-Grand est créée le 18 décembre 1995 pour une prise d'effet immédiate.
Elle s'est ouverte le 9 décembre 2002 à quatre communes supplémentaires :
- Chaleix (renommée « Chalais » en 2009) ;
- Saint-Paul-la-Roche ;
- Saint-Pierre-de-Frugie ;
- Saint-Priest-les-Fougères.

Deux nouvelles communes intègrent la communauté de communes le 1er janvier 2013 : Firbeix et Mialet.
L'arrêté no 2016-095 du 14 décembre 2016 autorise le renommage de l'intercommunalité en communauté de communes des Marches du Périg'Or Limousin Thiviers-Jumilhac.
Au 1er janvier 2017, la communauté de communes du Pays de Jumilhac-le-Grand est étendue aux communes de la communauté de communes du Pays thibérien (moins Sorges et Ligueux en Périgord) qui est alors dissoute.
L'arrêté no 24-2017-10-23-002 d'octobre 2017 officialise le renommage de l'intercommunalité en communauté de communes Périgord-Limousin.

## Géographie
Située au nord-est du département, la communauté de communes Périgord-Limousin héberge le point culminant de la Dordogne, à 472 mètres d’altitude, dans la forêt de Vieillecour, sur la commune de Saint-Pierre-de-Frugie.

## Territoire communautaire

### Géographie physique
Située au nord du département de la Dordogne, la communauté de communes Périgord-Limousin regroupe 22 communes et présente une superficie de 499,7 km2.

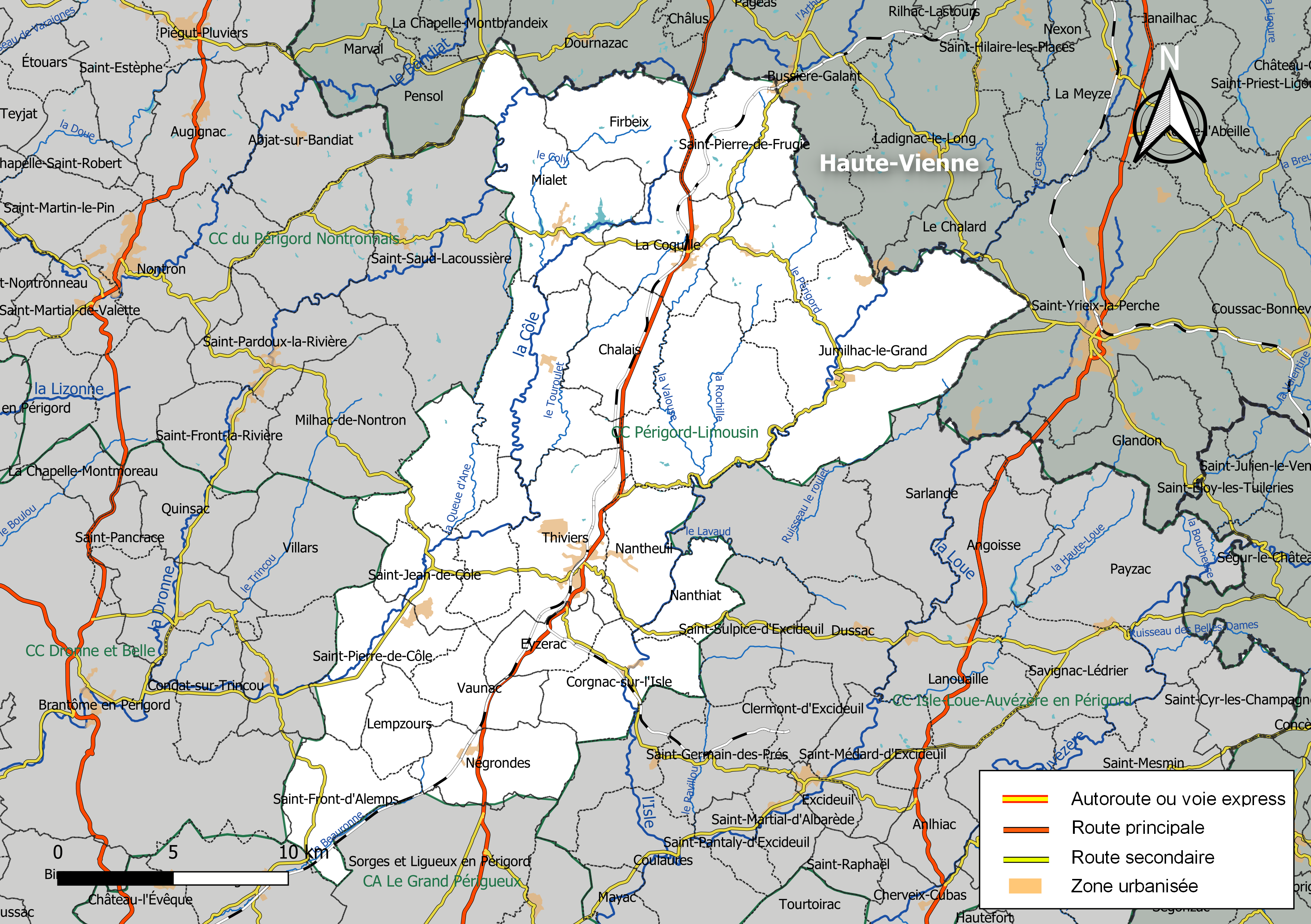
Carte de la communauté de communes Périgord-Limousin au 1 janvier 2019

### Composition

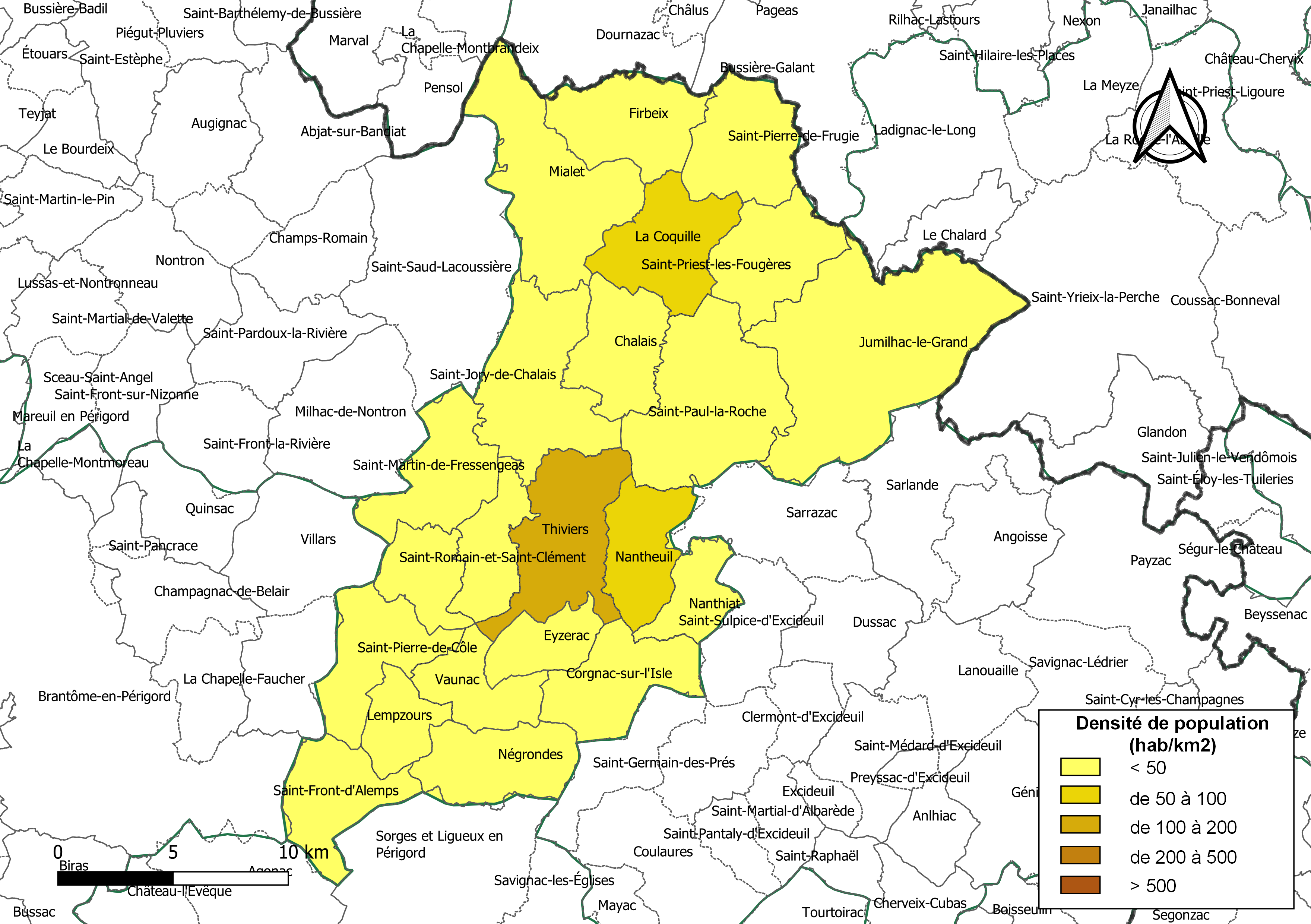
Carte des densités de population (millésimée 2016) des communes de la communauté de communes Périgord-Limousin. Composition en communes au 1 janvier 2019.

La communauté de communes est composée des 22 communes suivantes :

| Nom                           | Code Insee | Gentilé                 | Superficie (km2) | Population (dernière pop. légale) | Densité (hab./km2) |
| ----------------------------- | ---------- | ----------------------- | ---------------- | --------------------------------- | ------------------ |
| Thiviers (siège)              | 24551      | Thibériens              | 27,77            | 2 889 (2022)                      | 104                |
| Chalais                       | 24095      | Chalaisiens             | 18,81            | 404 (2022)                        | 21                 |
| La Coquille                   | 24133      | Coquillards             | 22,37            | 1 259 (2022)                      | 56                 |
| Corgnac-sur-l'Isle            | 24134      | Corgnacois              | 20,61            | 862 (2022)                        | 42                 |
| Eyzerac                       | 24171      | Eyzeracois              | 11,03            | 547 (2022)                        | 50                 |
| Firbeix                       | 24180      | Firbexois               | 22,66            | 298 (2022)                        | 13                 |
| Jumilhac-le-Grand             | 24218      | Jumilhacois             | 66,67            | 1 140 (2022)                      | 17                 |
| Lempzours                     | 24238      | Lempzouriens            | 10,87            | 133 (2022)                        | 12                 |
| Mialet                        | 24269      | Mialetains              | 37,3             | 629 (2022)                        | 17                 |
| Nantheuil                     | 24304      | Nantheuillais           | 16,82            | 984 (2022)                        | 59                 |
| Nanthiat                      | 24305      | Nanthiacois             | 11,12            | 239 (2022)                        | 21                 |
| Négrondes                     | 24308      | Négrondais              | 20,15            | 782 (2022)                        | 39                 |
| Saint-Front-d'Alemps          | 24408      | Saint-Frontais-d'Alemps | 19,02            | 252 (2022)                        | 13                 |
| Saint-Jean-de-Côle            | 24425      | Jean-Côlois             | 12,7             | 365 (2022)                        | 29                 |
| Saint-Jory-de-Chalais         | 24428      | Saint-Georgiens         | 31,73            | 543 (2022)                        | 17                 |
| Saint-Martin-de-Fressengeas   | 24453      | Saint-Martinais         | 20,84            | 362 (2022)                        | 17                 |
| Saint-Paul-la-Roche           | 24481      | Saint-Paulois           | 39,22            | 533 (2022)                        | 14                 |
| Saint-Pierre-de-Côle          | 24485      | Pétrus-Coliens          | 19,85            | 428 (2022)                        | 22                 |
| Saint-Pierre-de-Frugie        | 24486      | Pétrofugiens            | 21,74            | 482 (2022)                        | 22                 |
| Saint-Priest-les-Fougères     | 24489      | Saint Priestois         | 20,86            | 376 (2022)                        | 18                 |
| Saint-Romain-et-Saint-Clément | 24496      | Romaniclémentiens       | 13,8             | 331 (2022)                        | 24                 |
| Vaunac                        | 24567      | Vaunacois               | 13,78            | 240 (2022)                        | 17                 |

### Démographie
Le tableau et le graphique ci-dessous correspondent au périmètre actuel de la communauté de communes Périgord-Limousin, qui n'a été créée qu'en 1995.
| 1968   | 1975   | 1982   | 1990   | 1999   | 2008   | 2013   | 2019   |
| ------ | ------ | ------ | ------ | ------ | ------ | ------ | ------ |
| 17 538 | 17 014 | 16 078 | 15 439 | 14 687 | 14 848 | 14 407 | 14 100 |

## Représentation
À partir du renouvellement des conseils municipaux de mars 2014, le nombre de délégués siégeant au conseil communautaire était le suivant : cinq communes disposaient de deux sièges. Les autres en avaient plus (trois pour Mialet et Saint-Jory-de-Chalais, cinq pour Jumilhac-le-Grand et six pour La Coquille), ce qui faisait un total de vingt-sept conseillers communautaires.
Avec l'arrivée de nombreuses nouvelles communes au 1er janvier 2017, la représentation est modifiée par l'arrêté no 24-2016-12-21-005 du 21 décembre 2016 comme suit : neuf sièges pour Thiviers, quatre pour La Coquille, trois pour Jumilhac-le-Grand, deux pour Corgnac-sur-l'Isle, Nantheuil et Négrondes, et un pour chacune des seize autres communes, soit un total de trente-huit conseillers communautaires.
Au renouvellement des conseils municipaux de mars 2020, le conseil communautaire de la communauté de communes se compose de 38 délégués représentant chacune des communes membres et élus pour une durée de six ans.
Ils sont répartis comme suit :
| Nombre de délégués | Communes                                 |
| ------------------ | ---------------------------------------- |
| 9                  | Thiviers                                 |
| 4                  | La Coquille                              |
| 3                  | Jumilhac-le-Grand                        |
| 2                  | Corgnac-sur-l'Isle, Nantheuil, Négrondes |
| 1                  | chacune des 16 autres communes           |

## Administration
| Période                                  | Période      | Identité        | Étiquette | Qualité                                            |
| ---------------------------------------- | ------------ | --------------- | --------- | -------------------------------------------------- |
| Les données manquantes sont à compléter. |              |                 |           |                                                    |
| 1995                                     | juin 2004    | Claude Boyer    |           | Maire de La Coquille (1989-2008)                   |
| juin 2004                                | juillet 2020 | Bernard Vauriac | PS        | Maire de Saint-Jory-de-Chalais (depuis 1983)       |
| juillet 2020                             | En cours     | Michel Augeix   |           | Maire de Saint-Martin-de-Fressengeas (depuis 2020) |

## Compétences
L'arrêté no 2016-095 du 14 décembre 2016 actualise les compétences de l'intercommunalité décrites ci-dessous, à compter du 1er janvier 2017.
La communauté de communes Périgord-Limousin exerce en lieu et place de ses communes membres, les compétences suivantes.

### Compétences obligatoires
- Aménagement de l’espace pour la conduite d’actions d’intérêt communautaire ; Schéma de cohérence territoriale et schéma de secteur ; plan local d’urbanisme, document d’urbanisme en tenant lieu et carte communale
- Actions de développement économique dans les conditions prévues à l’article L 4251-17 ; création, aménagement, entretien et gestion de zones d’activité industrielle, commerciale, tertiaire, artisanale, touristique, portuaire ou aéroportuaire ; politique locale du commerce et soutien aux activités commerciales d’intérêt communautaire ; promotion du tourisme, dont la création d’offices de tourisme
- Aménagement, entretien et gestion des aires d’accueil des gens du voyage
- Collecte et traitement des déchets des ménages et déchets assimilés
- Gestion des milieux aquatiques et prévention des inondations

### Compétences optionnelles
- Création et gestion de Maisons des services au public
- Création, aménagement et entretien de voirie d’intérêt communautaire : Prestations de service pour les voies d’intérêt non communautaire
- Politique du Logement et du cadre de vie : Logement
  - Réhabilitation de logements d’intérêt communautaire dans le cadre des logements sociaux conventionnés (annexe jointe).
  - Mise en œuvre d’opérations programmées d’amélioration de l’habitat. (OPAH) et de programmes d’intérêt général.
- Action sociale d’intérêt communautaire
  - Politique de prévention et de promotion de la santé sur le territoire au travers du contrat local de santé
  - Création et gestion de maisons de santé pluridisciplinaires (annexe jointe)
  - Centre Intercommunal d’action sociale
    - Mise en place et gestion d’un CIAS favorisant notamment le maintien à domicile des personnes âgées et handicapées
    - Instruction, suivi et prise en charge des dossiers d’aide sociale
    - Portage de repas à domicile

  - Politique Enfance/Jeunesse
    - Mise en œuvre d’une politique en direction de l’enfance et de la jeunesse : Accueils périscolaires – Temps d’Activités Périscolaires – Accueils collectifs de mineurs – Lieu d’accueil Parents enfants – Relais d’Assistante maternelle et micro-crèche.
- Construction, entretien et fonctionnement d’équipements culturels et sportifs d’intérêt communautaire et d’équipements de l’enseignement préélémentaire et élémentaire d’intérêt communautaire
- Aménagement, construction, et gestion d’équipements culturels et sportifs d’intérêt communautaire
- Mise en réseau des points de lecture publique
- Coordination, soutien financier et logistique à des actions ou événements culturels du territoire d’intérêt communautaire

### Compétences facultatives
- Aménagement numérique
- Mise en œuvre de la compétence relative aux réseaux locaux de communication électronique au sens de l’article L 1425-1 du code général des collectivités territoriales
- Création et gestion d’un crématorium
- Environnement
- Assainissement
  - Contrôle, conseil, diagnostic et entretien en matière d’assainissement non collectif
  - Opérations de restauration, d’aménagement, d’entretien et de mise en valeur des rivières et de leurs abords
- Programmation et animation des PDIPR.

### Sources
- Le SPLAF (Site sur la Population et les Limites Administratives de la France)